# Bovalltjärnarna (Tärna socken, Lappland, 728723-146262)
Bovalltjärnarna är en sjö i Storumans kommun i Lappland och ingår i Umeälvens huvudavrinningsområde.